# Aleksandr Dmitrievič Kastal'skij
Aleksandr Dmitrievič Kastal'skij, in russo Александр Дмитриевич Кастальский?, noto anche come Alexander o Alexandr Dmitriyevich Kastalsky (Mosca, 28 novembre 1856 – Mosca, 17 dicembre 1926), è stato un compositore, musicologo e folclorista russo.

## Biografia
Da giovane studiò e si laureò al Conservatorio di Mosca, dove fu allievo di Pëtr Il'ič Čajkovskij e di Sergej Ivanovič Taneev per le materie teoriche e la composizione. 
Intraprese la carriera di professore di pianoforte dal 1887, e nel 1910 assunse la direzione della Scuola Corale del Santo Sinodo, otto anni dopo convertita in Accademia di Canto Popolare.
Nel 1911, insieme a Filipp Petrovich Stepanov fece un tour europeo.
Dal 1912 e per un decennio insegnò fuga alla Scuola Filarmonica di Mosca e dal 1923 fu docente di canto corale al Conservatorio di Mosca.
Dopo la rivoluzione del 1917 condusse un'opera musicale ed educativa attiva anche come musicologo. 
La musica spirituale è la parte più grande e migliore del patrimonio creativo di Kastal'skij. Riuscì a trovare una nuova via nello sviluppo della musica ortodossa della Chiesa, riuscendo a evitare la tentazione di portare le leggi della musica secolare nelle norme dell'arte sacra. La sua musica si caratterizzò per il tessuto melodico polifonico formato in armonia con il ricco patrimonio melodico del passato.
Come teorico della musica, fu un grande estimatore della canzone popolare russa, sostenendo la sua indipendenza dalla composizione classico-romantica europea occidentale.
Fu autore di musica corale, di musica per pianoforte, di varie opere, di un Requiem, e di musica per drammi.
Il Requiem di Kastalsky per gli eroi caduti dell'esercito alleato durante la prima guerra mondiale fu eseguito a Birmingham il 22 novembre 1917, dal Festival Choral Society diretto da Sir Henry J. Wood. 
Fu un'opera di solenne commemorazione degli eroici morti nella quale furono inseriti elementi di liturgia orientale ortodossa, occidentale cattolica e anglicana, oltreché un inno indiano e una canzone dei soldati giapponesi.
Pubblicò revisioni di canti popolari russi e vari trattati sul folclore slavo.